# Kinemacolor

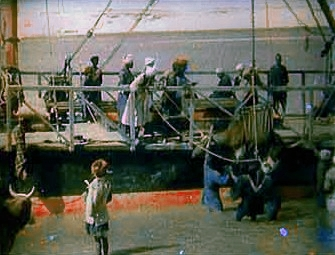
Imagem de um filme colorido com Kinemacolor

Kinemacolor foi o primeiro êxito no processo da coloração de filmes, utilizado comercialmente a partir de 1908 até meados de 1914. Antes desta invenção, as imagens (frames) dos filmes precisavam ser coloridas uma a uma. O processo foi concebido pelo inventor inglês George Albert Smith (1864—1959) em 1906 e lançado pela empresa Charles Urban Trading Company em 1908. Ele foi influenciado pelo trabalho de William Norman Lascelles Davidson e, mais diretamente por Edward Raymond Turner.

## Processo
"How to Make and Operate Moving Pictures" publicado por Funk & Wagnalls em 1917 observa o seguinte:
Das muitas tentativas de produzir imagens cinematográficas... a maior quantidade de atenção até agora foi atraída por um sistema inventado por George Albert Smith e desenvolvido comercialmente por Charles Urban sob o nome de "Kinemacolor". Neste sistema (para citar a Cyclopædia of Photography de Cassell, editado pelo editor deste livro), apenas dois filtros de cores são usados para tirar os negativos e apenas dois para projetar os positivos. A câmera se assemelha à câmera cinematográfica comum, exceto pelo fato de que funciona com o dobro da velocidade, tirando trinta e duas imagens por segundo em vez de dezesseis, e é equipada com um filtro de cor giratório além do obturador comum. Este filtro é uma roda de esqueleto de alumínio... tendo quatro segmentos, dois abertos, G e H; um preenchido com gelatina tingida de vermelho, EF; e a quarta contendo gelatina tingida de verde, A B. A câmera é tão equipada que as exposições são feitas alternadamente por meio da gelatina vermelha e da gelatina verde. Filme pancromático é usado, e o negativo é impresso da maneira comum, e será entendido que não há cor no próprio filme.

## Premiere
O primeiro filme exibido em Kinemacolor foi um curta de oito minutos filmado em Brighton intitulado A Visit to the Seaside, que foi exibido em setembro de 1908. Em 26 de fevereiro de 1909, o público em geral viu Kinemacolor pela primeira vez em um programa de vinte e um curtas filmes exibidos no Palace Theatre em Londres. O processo foi visto pela primeira vez nos Estados Unidos em 11 de dezembro de 1909, em uma exposição encenada por Smith e Urban no Madison Square Garden em Nova York.
Em 1911, Kinemacolor lançou o primeiro filme dramático feito no processo, Checkmated. A empresa então produziu os documentários With Our King and Queen Through India (também conhecido como The Durbar em Delhi, 1912), e a notável recuperação de £ 750 000 em barras de ouro e prata do naufrágio do SS Oceana da P&O no Estreito de Dover (1912). With Our King and Queen Through India e os dramas The World, the Flesh and the Devil (1914) e O Little Lord Fauntleroy (1914) foram os três primeiros longas-metragens feito em cores. Esses dois últimos recursos também estiveram entre os últimos filmes lançados pela Kinemacolor.

## Sucesso e recusa
Kinemacolor teve o maior sucesso comercial no Reino Unido, onde, entre 1909 e 1918, foi exibido em mais de 250 locais de entretenimento. O sistema foi disponibilizado aos expositores por licença ou a partir de 1913 por meio de uma série de empresas de turismo. Embora na maioria dos casos o sistema tenha permanecido em locais licenciados por apenas alguns meses, houve casos em que permaneceu em um salão por até dois anos.  54 filmes dramáticos foram produzidos. Quatro curtas dramáticos também foram produzidos pela Kinemacolor nos Estados Unidos em 1912 e 1913,  e um no Japão, Yoshitsune Senbon Zakura (1914).
No entanto, a empresa nunca foi um sucesso, em parte devido aos gastos com a instalação de projetores Kinemacolor especiais nos cinemas. Além disso, o processo sofria de "franjas" e "halos" das imagens, um problema insolúvel enquanto Kinemacolor permanecesse um processo de quadros sucessivos. Kinemacolor nos Estados Unidos tornou-se mais notável por seu estúdio de Hollywood sendo adquirido por D.W. Griffith, que também assumiu o projeto incompleto de Kinemacolor para filmar The Clansman de Thomas Dixon, que eventualmente se tornou The Birth of a Nation (1915). Os 1 1/2 bobinas filmadas no kinemacolor são perdidos, e o filme acabado é totalmente em branco e preto.
A primeira versão (aditiva) de Prizma Color, desenvolvida por William Van Doren Kelley nos Estados Unidos de 1913 a 1917, usava alguns dos mesmos princípios do Kinemacolor. No Reino Unido, William Friese-Greene desenvolveu outro sistema de cores aditivas para filmes, chamado Biocolour. No entanto, em 1914, George Albert Smith processou a Friese-Greene por infringir as patentes do Kinemacolor, retardando o desenvolvimento do Biocolour por Friese-Greene e seu filho Claude na década de 1920.

## Processo predecessor
Em 2012, o National Media Museum em Bradford, Inglaterra, divulgou sua restauração digital de alguns dos primeiros filmes de teste de filtro alternativo de três cores, datados de 1902, feitos por Edward Raymond Turner. Acredita-se que sejam as primeiras imagens de filme colorido existentes. O processo de Turner, para o qual Charles Urban forneceu apoio financeiro, foi adaptado por Smith após a morte repentina de Turner em 1903, e este, por sua vez, tornou-se Kinemacolor.

## Lista de filmes feitos em Kinemacolor[7]
| - The Adopted Child (1911) - Aldershot Views (1912) - All's Well That Ends Well (1914) - Alpes-Maritimes — Cascade de Courmes (1912) - The Alps (1913) - An American Invasion (1913) - The Amorous Doctor (1911) - Artillery Drill at West Point (1910) - Atlantic City (1912) - The Baby (1910) - A Balkan Episode (1911) - Band of Queen's Highlanders (1909) - Big Waves at Brighton (1912) - Birth of a Nation (1911, uncompleted) - Biskra and the Sahara Desert (1910) - The Blackmailer (1911) - Boys Will Be Boys (1911) - Brown's German Liver Cure (1911) - The Bully (1910) - The Burglar as Father Christmas (1911) - Burial of the Maine (1912) - Butterflies (1913) - By Order of Napoleon (1910) - By the Side of the Zuyder Zee (1912) - Caesar's Prisoners (1911) - Cairo and the Nile (1912) - The Call of the Blood (1913) - The Cap of Invisibility (1912) - Carnival at Nice (1914) - Carnival in Ceylon (1913) - Carnival Scenes at Nice and Cannes (1909) - Cart Horse Parade-May 31-Regent's Park (1912) - Castles in the Air (1912) - Cat Studies (1908) - Charles Barnold's Dog and Monkey (1912) - Checkmated (1911) - Children Forming United States Flag at Albany Capitol (1912) - Children's Battle of Flowers at Nice (1909) - Choosing the Wallpaper (1910) - A Christmas Spirit (1912) - Church Parade of the 7th Hussars and 16th Lancers (1909) - A Cingalese Fishing Village in Ceylon (1913) - A Citizeness of Paris (1911) - The Clown's Sacrifice (1911) - Coney Gets the Glad Eye (1913) - Coney as a Peacemaker (1913) - Coronation of George V (1911) - The Coster's Wedding (1910) - The Crusader (1911) - Dandy Dick of Bishopsgate (1911) - A Detachment of Gordon Highlanders (1909) - Detective Henry and the Paris Apaches (1911) - A Devoted Friend (1911) - Dr. Jekyll and Mr. Hyde (1913 British) - Egypt (1910) - Elevating an Elephant (1913) - An Elizabethan Romance (1912) - Entertaining Auntie (1913) - Esther: A Biblical Episode (1911) - The Explorers (1913) - The Fall of Babylon (1911) - Farm Yard Friends (1910) - Fate (1911) - Fifty Miles from Tombstone (1913) - The Fisherman's Daughter (1911) - Floral Fiends (1910) - The Flower Girl of Florence (1911) - Following Mother's Footsteps (1911) - For the Crown (1911) - A French Duel (1911) - From Bud to Blossom (1910) - From Factory Girl to Prima Donna (1911) - The Funeral of Edward VII (1910) - Galileo (1911) - A Gambler's Villainy (1912) - Ganges at Benares (1913) - The General's Only Son (1911) - George V's Visit to Ireland (1911) - Gerald's Butterfly (1912) - Girl Worth Having (1913) - Gladioli (1913) - Grape vineyards in Piedmont, Italy (1914) - Haunted Otter (1913) - Hiawatha (1913) - A Highland Lassie (1910) - The Highlander (1911) - His Brother's Keeper (1913) - His Conscience (1911) - His Last Burglary (1911) - The House That Jack Built (1913) - How to Live 100 Years (1913) - The Hypnotist and the Convict (1911) - Ice Cutting on the St. Lawrence River (1912) - In Gollywog Land (1912) - In the Reign of Terror (1911) - Inaugurazione del Campanile di San Marco, Venice (1912) - Incident on Brighton Beach (1909) - Indiens sur le terrain M. A. A. A. (1910) - The Inventor's Son (1911) - The Investiture of the Prince of Wales at Caernarvon (1911) - Italian Flower and Bead Vendors (1912) - Italy (1910) - Jack and the Beanstalk (1912) - Jane Shore (1911) - Japan (1913) - Johnson at the Wedding (1911) - Julius Caesar's Sandals (1911) - Kinemacolor Fashion Gazette (1913) - Kinemacolor Panama Pictures (1913) - Kinemacolor Photo Plays (1913) - Kinemacolor Puzzle (1909) - Kinemacolor Songs (1911) - The King and Queen on Their Way to Open the Victoria and Albert Museum (1912) - The King of Indigo (1911) - Kitty the Dressmaker (1911) - Lady Beaulay's Necklace (1911) - Lake Garda Northern Italy (1910) - Launch of the S.S. Olympic (1912) - The Letter (1909) - Liquors and Cigars (1910) - The Little Daughter's Letter (1911) - Little Lady Lafayette (1911) - Little Lord Fauntleroy (1914) - The Little Picture Producer (1914) - The Little Wooden Soldier (1912) - The London Fire Brigade (1910) - London Zoological Gardens (1910) - Lost Collar Stud (1914) - The Lost Ring (1911) - Love and War in Toyland (1913) - Love Conquers (1911) - Love in a Cottage (1911) - Love of Riches (1911) - Love Story of Charles II (1911) | - Love's Strategy (1911) - A Lucky Escape (1911) - The Lust for Gold (1912) - Magic Ring (1911) - The Making of the Panama Canal (1912) - The Marble Industry at Carrara Italy (1913) - A Merry Monarch (1913) - The Mighty Dollar (1912) - The Millionaire's Nephew (1911) - The Minstrel King (1912) - Miscellaneous Flowers (1914) - Mischievous Puck (1911) - Mission Bells (1913) - Modelling Extraordinary (1912) - A Modern Hero (1911) - The Modern Pygmalion and Galatea (1911) - Motor and Yacht Boating in England (1910) - Music Hath Charms (1911) - Mystic Manipulations (1911) - A Narrow Escape (1913) - Nathan Hale (1913) - Natural Color Portraiture (1909) - Naval Review at Spithead (1910) - Nell Gwynn the Orange Girl (1911) - Nobility (1912) - A Noble Heart (1911) - Normal Melbourne (1912) - Nubia, Wadi Halfa and the Second Cataract (1911) - Oedipus Rex (1911) - Ofia, the Woman Spy (1912) - The Old Guitar (1912) - The Old Hat (1910) - Oliver Cromwell (1911) - Only a Woman (1912) - Other People's Children (1913) - Pageant of New Romney, Hythe, and Sandwich (1910) - Pagsanjan Falls (1911) - Paris Fashions (1913) - The Passions of an Egyptian Princess (1911) - The Peasants and the Fairy (1911) - Performing Elephants (1913) - Phil Rees' Stable Lads (1912) - Picking Strawberries (1910) - Pisa Italy (1913) - Pompeii (1912) - Potomac Falls Virginia (1910) - The Power of Prayer (1913) - The Priest's Burden (1911) - The Princess of Romana (1913) - The Rabbits-Sheep-Carrots for the Donkey (1909) - Rambles in Paris (1913) - Reaping (1909) - The Rebel's Daughter (1911) - Representatives of the British Isles (1909) - Reptiles (1912) - Review of Troops by George V (1910) - Revues des Boy Scouts a Montreal (1910) - The Richmond Horse Show (1910) - The Rivals (1913) - Riviera Coast Scenes (1909) - Riviera Fisher Folk (1909) - Robin Hood (1913) - A Romance of the Canadian Wilds (1910) - Romani the Brigand (1912) - Royal Ascot (1912) - A Run with the Exmoor Staghounds (1912) - Sailing and Motor Boat Scenes at Southwick (1909) - Samson and Delilah (1911) - Santa Claus (1913) - Saved From the Titanic (1912) - The Scarlet Letter (1913) - Scenes a Montreal comprenant le Gymkhana (1910) - Scenes in Algeria (1910) - Scenes on the Mediterranean (1913) - A Scrap of Paper (1913) - A Seaside Comedy (1912) - The Silken Thread (1911) - Simpkin's Dream of a Holiday (1911) - Small Game at the Zoo (1912) - Soldiers' Pet (1909) - Spreewald (1913) - St. John the Baptist (1912) - Stage Struck (1913) - Steam (1910) - The Story of the Orange (1913) - The Story of the Wasp (1914) - Strange Mounts (1912) - Suffragette's Parade in Washington, D.C. (1913) - The Sugar Industry of Jamaica (1913) - Sunset on the Nile (1913) - Swank and the Remedy (1911) - Swans (1909) - Sweet Flowers (1909) - Tartans of Scottish Clans (1906) - Telemachus (1911) - Three Cape Girls (1912) - The Tide of Fortune (1912) - Theodore Roosevelt (1912) - There Is a God (1913) - Tobogganing in Switzerland (1913) - La Tosca (1911) - A Tragedy of the Olden Times (1911) - Trilby and Svengali (1911) - A Trip Up Mount Lowe USA (1913) - A True Briton (1912) - Two Can Play at the Same Game (1911) - The Two Chorus Girls (1911) - Two Christmas Hampers (1911) - Two Clowns (1906) - The Two Rivals (1912) - Uncle's Picnic (1911) - The Unveiling of the Queen Victoria Memorial (1911) - The Vandal Outlaws (1912) - Venice and the Grand Canal (1910) - The Vicissitudes of a Top Hat (1912) - View of Brighton Front (1909) - A Visit to Aldershot (1909) - A Visit to the Seaside (1908) - Visite de son Altesse Royale le Duc de Connaught a Montreal (1910) - Voyage de Liverpool a Vancouver via Montreal (1910) - Washington's Home and Grounds at Mount Vernon (1910) - Water Carnival at Villefranche-sur-Mer (1909) - Waves and Spray (1909) - William Howard Taft (1912) - William Tell (1914) - Winter in Moscow (1913) - Winter Sports at Are (1913) - With Our King and Queen Through India (The Durbar at Delhi) (1912) - The Wizard and the Brigands (1911) - Woman Draped in Patterned Handkerchiefs (1908) - The World, the Flesh and the Devil (1914) - Yoshitsune Senbon Zakura (Japan, 1914) - An Expression (Japan, 1935) |